# J. Lauritzen
J. Lauritzen er et dansk rederi, der i dag driver virksomhed med bulk carriers til tørlast (Lauritzen Bulkers) og gastankere (Lauritzen Kosan). J. Lauritzen har i dag hovedkontor i Hellerup, men havde i mange år et markant hovedsæde på Sankt Annæ Plads i det centrale København. Udover hovedsædet har rederiet kontorer i Bilbao, Manila, Singapore og Stamford.
J. Lauritzen er et større dansk rederi, men var særlig tidligere en betydende virksomhed indenfor søfart og industri . Selskabet drev bl.a. polarskibe (med efternavnet Dan), som, udover almindeligt fragtfart til især Grønland, har deltaget i videnskabelige ekspeditioner til såvel Arktis som Antarktis. Rederiet har bl.a. været kendt for flåde af kølebåde, hvis navne endte på Reefer. Reefer-divisionen blev i 2007 solgt til svenske NYK.
Det sejlførende tidligere skoleskib Lilla Dan (bygget i 1951, skoleskib frem til 1996) kan stadig ses i danske farvande. Hun ligger normalt ud for Copenhagen Admiral Hotel.
J. Lauritzen var ejer af Aalborg Værft 1937-1988 og har nu en vej i det område, hvor værftet lå, opkaldt efter sig med navnet Lauritzens Plads. I denne periode bygge værftet bl.a. M/S Nella Dan.
Selskabet J. Lauritzen ejes af Lauritzen Fonden.

## Historie
Rederiet blev stiftet i 1884 i Esbjerg af den 24-årige Ditlev Lauritzen, der benyttede faderens navn til det nye rederi, der i 1888 erhvervede sit første dampskib, Uganda. Virksomheden ekspanderede, og Ditlev Lauritzen stiftede et yderligere rederi, Dampskibsselskabet Vesterhavet A/S, og rederierne opnåede indtjening bl.a. gennem transport af frugt til og fra Europa. I 1914 flyttede J. Lauritzen hovedsædet til København.
I 1933 påbegyndte J. Lauritzen linjedrift mellem Europa og Nord- og Sydamerika og i 1937 erhvervede rederiet Aalborg Skibsværft, der var i virksomhedens eje indtil værftets lukning i 1988, hvor det blev overtaget af Danyard.
2. verdenskrig medførte nedgang for rederiet på grund af de vanskelige forhold for handelsflåden under krigen, men rederiet etablerede i 1943 Kogtved Søfartsskole, og efter krigen ekspanderede rederiet med erhvervelsen af en række tankskibe. Rederiet var aktiv indenfor tankskibe indtil 1993, men gik ind i markedet igen i 2004-2013.
I 1952 erhvervede J. Lauritzen skibet Kista Dan, der var udstyret til sejlads i artiske farvande og rederiet var indtil 1987 aktivt med flere skibe til arktisk sejlads. I 1973 gik rederiet ind i tørlast (bulk carriers), der i dag er rederiets største forretningsområde. Senere i 1970'ern gik J. Lauritzen ind i offshore-olieindustrien med køb af en række borerigge og i begyndelsen af 1980'erne gik rederiet ind i markedet for krydstogtskibe med købet af Tropical, der sejlede i Fjernøsten.
I 1989 købte J. Lauritzen Kosan Tankers, der havde specialiseret sig i transport af flydende naturgas m.v. Aktiviten drives fortsat under navnet Lauritzen Kosan.
I midten af 2000'erne afhændede rederiet sine reefer-aktiviteter (sejlads med køle-containere).